# 大分県道678号書曲野田線
大分県道678号書曲野田線（おおいたけんどう678ごう かいまげのだせん）は、大分県玖珠郡九重町から玖珠郡玖珠町に至る一般県道である。

## 概要
玖珠郡九重町大字松木から玖珠郡玖珠町大字戸畑に至る。
国道210号の北側、大分自動車道の南側を通り、玖珠川、久大本線とほぼ並行する。

### 路線データ
- 起点：大分県玖珠郡九重町大字松木[1]（大分県道409号下恵良九重線交点）
- 終点：大分県玖珠郡玖珠町大字戸畑[1]（広瀬交差点、国道210号交点）

## 歴史
- 1959年（昭和34年）3月31日 - 大分県告示第374号により、県道書曲野田線として路線認定される（当時の整理番号は174）[2]。
- 1973年（昭和48年）4月2日 - 大分県告示第250号により書曲野田線として路線認定[3]。

## 路線状況

### 重複区間
- 大分県道43号玖珠山国線（玖珠郡玖珠町大字帆足・春日十字路交差点 - 玖珠郡玖珠町大字四日市）

## 地理

### 通過する自治体
- 玖珠郡九重町
- 玖珠郡玖珠町

### 交差する道路
| 交差する道路                        | 市町村名 | 市町村名 | 交差する場所 | 交差する場所      |
| ----------------------------------- | -------- | -------- | ------------ | ----------------- |
| 大分県道409号下恵良九重線           | 玖珠郡   | 九重町   | 大字松木     | 起点              |
| 国道387号                           | 玖珠郡   | 玖珠町   | 大字岩室     | [ 注釈 1 ]        |
| 大分県道43号玖珠山国線 重複区間起点 | 玖珠郡   | 玖珠町   | 大字帆足     | 春日十字路交差点  |
| 大分県道43号玖珠山国線 重複区間終点 | 玖珠郡   | 玖珠町   | 大字四日市   |                   |
| 国道210号                           | 玖珠郡   | 玖珠町   | 大字戸畑     | 広瀬交差点 / 終点 |

### 交差する鉄道
- 久大本線

### 沿線
- JR九州久大本線 豊後森駅
- 豊後森機関庫ミュージアム
- 大分県立玖珠美山高等学校